# Montfaucon-en-Velay
 Montfaucon-en-Velay  es una comuna y población de Francia, en la región de Auvernia, departamento de Alto Loira, en el distrito de Yssingeaux. Es el chef-lieu del cantón homónimo.
Su población en el censo de 1999 era de 1.207 habitantes.
Está integrada en la Communauté de communes du Pays de Montfaucon .

## Demografía
| 1131 | 1206 | 1346 | 1352 | 1381 | 1207 |
| Para los censos de 1962 a 1999 la población legal corresponde a la población sin duplicidades (Fuente: INSEE [Consultar]) |      |      |      |      |      |